# Tucumcari, Nuevo México
Tucumcari es una ciudad ubicada en el condado de Quay en el estado estadounidense de Nuevo México. En el Censo de 2010 tenía una población de 5363 habitantes y una densidad poblacional de 217,9 personas por km².

## Geografía
Tucumcari se encuentra ubicada en las coordenadas 35°10′13″N 103°42′14″O / 35.17028, -103.70389. Según la Oficina del Censo de los Estados Unidos, Tucumcari tiene una superficie total de 24.61 km², de la cual 24.58 km² corresponden a tierra firme y (0.14%) 0.03 km² es agua.

## Demografía
Según el censo de 2010, había 5363 personas residiendo en Tucumcari. La densidad de población era de 217,9 hab./km². De los 5363 habitantes, Tucumcari estaba compuesto por el 81.35% blancos, el 1.72% eran afroamericanos, el 1.25% eran amerindios, el 1.25% eran asiáticos, el 0.07% eran isleños del Pacífico, el 10.18% eran de otras razas y el 4.18% pertenecían a dos o más razas. Del total de la población el 57.39% eran hispanos o latinos de cualquier raza.

## En la cultura popular
- Muchas de las escenas en el programa de televisión Rawhide (1959-1966), protagonizado por Clint Eastwood, fueron filmadas en el área de Tucumcari.
- Uno de los asesinos en la novela de no ficción de Truman Capote A sangre fría menciona a Tucumcari.
- Tucumcari es el escenario de una de las primeras escenas de la película de Sergio Leone de 1965 Per qualche dollaro in più, protagonizada por Clint Eastwood, Lee Van Cleef y Gian Maria Volonté. Sin embargo, este es un procronismo, ya que Tucumcari se fundó muchos años después del período histórico en el que se lleva a cabo el film.
- Una escena de la película Two-Lane Blacktop, protagonizada por James Taylor, Dennis Wilson y Warren Oates, fue filmada en una estación de servicio de gasolina en la carretera 54 de Estados Unidos, al noreste de Tucumcari. El cerro de Tucumcari es claramente visible al principio de esta escena.
- Tucumcari se menciona en el cortometraje de Animaniacs Bumbie's Mom. Cuando Slappy Squirrel lleva a su sobrino Skippy a ver Bumbie the Dearest Deer, una parodia de la película de Disney Bambi, Skippy se siente traumatizado y grita incontrolablemente cada vez que se menciona la película. Slappy dice: "A Pavlov le encantaría este niño"; y luego viaja con su sobrino a Tucumcari para conocer a la actriz que interpretó a la mamá de Bumbie y así mostrarle que se trataba solo de una película.
- La ciudad se menciona en la película Rain Man, protagonizada por Tom Cruise y Dustin Hoffman. Sin embargo, la ubicación en la escena no es Tucumcari.
- En la serie literaria de David Stone Micah Dalton, el personaje principal se crio en Tucumcari.
- La ciudad se menciona en el episodio de 1989 de Designing Women titulado "Full Moon".
- En un episodio de Adam-12, Tucumcari es mencionado por la familia de un bebé que se supone que tiene un tumor cerebral.
- Tucumcari se menciona en un episodio de la serie NCIS como un lugar donde a un sospechoso se le emitió una multa de tráfico.
- En el episodio de Supernatural de 2005 titulado "Bugs" se menciona la ciudad.
- El documental de 2015 The Search for General Tso presenta a Tammy Fang, dueña de un negocio local de Tucumcari, el restaurante "Golden Dragon", el cual se enctuentra ubicado en la Ruta 66.
- Algunas escenas de la película Hell or High Water fueron filmadas en Tucumcari el 1 de junio de 2015.
- En la miniserie del canal SyFy Taken, de Steven Spielberg, una parte del segundo episodio involucra a entusiastas alienígenas que se reúnen en Tucumcari y tratan de contactar a seres del espacio exterior con aparatos de radio caseros.
- Tucumcari se menciona en el estribillo de la canción "Willin'", de la banda Little Feat (1971).
- La película de 2016 ¡Salve, César!, de los hermanos Coen, tiene una trama secundaria en la que el protagonista filma una película de wéstern en Tucumcari.
- Un segmento de la película de 2018 The Ballad of Buster Scruggs, también de los hermanos Coen, se centra en un intento fallido de robar un banco en Tucumcari.
- Parte de la quinta temporada de Better Call Saul se localiza en Tucumcari, territorio donde la compañía Mesa Verde quiere ubicar un call center, ante la oposición de un único vecino que se niega a ceder su terreno.